# Rocca Ricciarda
Rocca Ricciarda è una frazione del comune italiano di Loro Ciuffenna, nella provincia di Arezzo, in Toscana.

## Geografia fisica
Questo borgo medievale è situato presso le sorgenti del fiume Ciuffenna, a circa 7 km dal capoluogo comunale, alle pendici del Pratomagno a 958 m s.l.m. Il centro abitato è formato da costruzioni in pietra molto fitte, disposte sotto uno sperone roccioso dove sono resti di antichi manufatti.

## Storia
Il borgo ospitava nei secoli scorsi un castello, noto fin dal 1191, del quale rimangono i ruderi sul versante verso il Pratomagno. Intorno al XII secolo il signore Guicciardo da Loro del casato degli Ubertini amava soggiornare nel maniero di Rocca Guicciarda, antico nome dell'abitato. La fortezza fu proprietà dei Conti Guidi e poi della famiglia Ricasoli. I suoi resti costituiscono dal 2003 il parco archeologico della rocca. Un lungo lavoro, iniziato nel 1997 con gli scavi condotti dall'Università degli Studi di Firenze, ha portato anche al recupero e alla conseguente ristrutturazione dei resti del castello e del suo perimetro murario.
All'esterno dell'abitato si trova l'ex mulino ad acqua del borgo, risalente al 1847 e restaurato, nel 2007, dall'ex Comunità Montana del Pratomagno (ora Unione dei Comuni del Pratomagno) a scopi didattici. È stato dedicato a Marcello Venturi, abitante del paese, che fu il promotore del suo recupero.